# CV Xàtiva
CV Xàtiva (katalanska: Club Voleibol  Xàtiva), är en volleybollklubb från Xàtiva, Spanien. Klubben grundades 1972.  Dess damlag är det som varit mest framgångsrikt. Det har både blivit spanska mästare och spansk cupmästare tre gånger. Klubben gick då av sponsorsskäl under namnet CV Tormo Barberá. Efter att spelarna i Spaniens landslag 1991 rekryterades av RFEVB (förbundet) för att förbereda sig för OS 1992 så drog sig sponsorerna ur. Klubben har sedan dess spelat i lägre serier.